# 弗朗索瓦·雷纳尔
弗朗索瓦·雷纳尔（法語：François Reynaert，1960年—）是一位法国记者和作家，毕业于巴黎政治学院，主要作品有《蠢话集：从高卢祖先谈开去》（Nos ancêtres les Gaulois et autres fadaises，2010年）、《欧洲史：从查理大帝到当今》（Voyage en Europe: De Charlemagne à nos jours，2019年）等。